# Hantavirusimpfstoff
Ein Hantavirusimpfstoff ist ein Impfstoff gegen Infektionen mit Hantaviren.

## Eigenschaften
Ein Problem bei der Entwicklung von Hantavirusimpfstoffen ist das Fehlen eines Tiermodells mit ähnlicher Symptomatik für eine der beiden durch Hantaviren bei Menschen ausgelösten Erkrankungen, das Hämorrhagische Hantavirusfieber mit renalem Syndrom (HFRS), während für das Hantavirus pulmonale Syndrom (HPS) Goldhamster verwendet werden. HFRS wird in Asien vor allem durch das Hantaan-Virus (HTNV) und das Seoul-Virus (SEOV) und in Europa durch das Puumala-Virus (PUUV) und das Belgrad-Dobrava-Virus (DOBV) ausgelöst. HPS wird in Südamerika durch das Andes-Virus und in Nordamerika durch das Sin-Nombre-Virus ausgelöst. Das Virostatikum Ribavirin ist für Hantavirusinfektionen zugelassen, jedoch wird die eingeschränkte Wirksamkeit diskutiert. Bei einer Infektion mit dem Hantaan-Virus sind die Antigene N127-141, N139-153, N241-255 und N355-369 immundominant in der T-Zell-Antwort beim Menschen.
In China wurden ab 1993 inaktivierte Impfstoffe zugelassen, die ab 1995 großflächig in Endemiegebieten eingesetzt wurden, mit etwa 2 Millionen Impfdosen pro Jahr. In China wurden vier von fünf zugelassenen Impfstoffen großflächig eingesetzt. Alle fünf in China zugelassenen Impfstoffe bestanden aus den Impfstämmen Hantaan-Virus (HTNV), Seoul-Virus (SEOV) oder einer Mischung von beiden und erzeugten einen Impfschutz von 85 bis 95 %. Tierversuche legen nahe, dass die Impfstoffe gegen diese asiatischen Stämme nicht gegen das in Europa am häufigsten HFRS auslösende Puumala-Virus wirksam sind. In Korea ist ein Impfstoff mit begrenztem Impfschutz zugelassen.
Experimentelle Hantavirusimpfstoffe umfassen virale Vektoren basierend auf dem Vacciniavirus sowie zwei DNA-Impfstoffe mit dem M-Gen oder dem N-terminalen Bereich des Glykoproteins des HTNV sowie des Puumala-Virus.